# Крупи (опади)

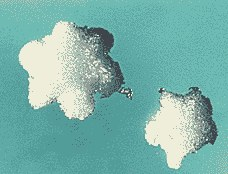
Сніжні крупи

Крупи́ (род. відм. крупі́в, рідше круп), рідше крупа́ — атмосферні опади у вигляді непрозорих крупинок білого кольору діаметром від 2 до 5 мм. Випадають при температурі повітря близько 0 °C, часто одночасно зі снігом. Крупи найчастіше випадають навесні при нестійкій погоді.

## Загальний опис
Крупи, сніжні крижинки, випадають з шарувато-дощових і кучасто-дощових хмар при негативних температурах — опади, що складаються з крижаних і сильно озернених сніжинок діаметром більш 1 мм. Найчастіше крупи спостерігаються при температурах, близьких до нуля, особливо восени і навесні. Сніжні крупи мають снігоподібну будову: крупинки легко стискуються пальцями. Ядерця крижаних крупів мають закляклу поверхню. Роздавити їх важко, при падінні на землю вони підскакують.
Із шаруватих хмар узимку замість мряки випадають сніжні зерна — маленькі крупинки діаметром менш 1 мм, що нагадують манні крупи. Узимку при низьких температурах із хмар нижнього або середнього ярусу іноді випадають сніжні голки — опади, що складаються з крижаних кристалів у виді шестикутних призм і пластин без розгалужень.

## Види круп
Розрізняють сніжні крупи — снігоподібні білі ядра й крижані — часточки щільного льоду.

### Сніжні крупи
Сніжні крупи утворюються, коли сніжинки з верхньої частини хмари попадають у нижчий хмарний шар, що складається з дрібних переохолоджених крапель. Часточки сніжних крупів відрізняються від сніжинок відсутністю помітної кристалічної основи.

### Крижані крупи
Крижані крупи — крупинки прозорі на поверхні, що мають невелике біле ядро — утворюється при зіткненні сніжних крупів з більш переохолодженими краплями в шарі хмари, розташованому ще нижче.